# Вале (Бјела)
Вале је насеље у Италији у округу Бијела, региону Пијемонт.
Према процени из 2011. у насељу је живело 173 становника. Насеље се налази на надморској висини од 679 м.